# Orlando Rozzoni
Orlando Rozzoni (Treviglio, 23 luglio 1937 – Treviglio, 8 agosto 2009) è stato un calciatore e allenatore di calcio italiano.

## Carriera

### Giocatore

Rozzoni e Claudio Bizzarri, Coppa Grasshoppers 8-5-1957

Rozzoni con Humberto Tozzi

Cresciuto nella Trevigliese, tra i dilettanti, passa all'Atalanta che lo fa esordire in Serie A. L'annata successiva si trasferisce alla Fiorentina, con la quale vince una Coppa Grasshoppers dove con 6 gol diventa il capocannoniere. Nel 1958 è alla SPAL, giocando due anni nel massimo campionato.
La Lazio lo acquista nel 1959 dalla società emiliana dopo due stagioni con 10 reti realizzate in 38 gare disputate con la maglia dei ferraresi.
Esordisce in campionato l'11 ottobre 1959 contro il Lanerossi Vicenza segnando una doppietta. Dai tifosi, per la sua forza fisica, viene ribattezzato "Orlando Furioso". Punta centrale dai possenti mezzi atletici ha i suoi punti di forza nell'acrobazia e nella potenza. Per il suo carattere è portato a non cedere mai. Altre sue memorabili doppiette sono quella del 19 febbraio 1961 in Napoli-Lazio 2-5 e quella che permette alla Lazio prima di pareggiare e poi di vincere il derby Roma -Lazio del 19 marzo 1961. Perse la finale di Coppa Italia 1960-1961, contro la Fiorentina. Nel campionato di Serie B 1962-1963 è autore di 4 gol nella partita Lazio-Foggia 4-1 del 25 novembre 1962.
Dopo tre parentesi, con Udinese (20 presenze con 9 reti in serie A nella stagione 1961-1962), Milan (solo in Coppa dell'Amicizia 1962 con 4 gol in altrettante presenze) e Catania nel campionato 1964-1965 dove realizzò 6 reti in appena 14 gare disputate, gioca l'ultima partita con la Lazio l'8 maggio 1966 (4 presenze 1 gol). Il bilancio nella Lazio è di 100 presenze in competizioni ufficiali (94 in campionato e 6 in Coppa Italia) e di 41 reti (36, 5).
Torna quindi a Ferrara, voluto da quel Paolo Mazza che lo lanciò, per finire poi a Terni e successivamente, nel 1969, in Serie D con il Rapallo Ruentes per le ultime partite e le ultime reti di una brillante carriera che l'ha visto scendere in campo ben 207 volte in Serie A segnando 67 reti.

### Allenatore
Ha intrapreso anche la carriera di allenatore guidando, fra le altre, il Montevarchi e il Pergocrema.

## Palmarès

Rozzoni in allenamento

### Giocatore

#### Club

##### Competizioni regionali
- Prima Divisione: 1

Trevigliese: 1954-1955

##### Competizioni internazionali
- Coppa Grasshoppers: 1

Fiorentina: 1952-1957

#### Individuale
- Capocannoniere della Coppa Grasshoppers: 1

1952-1957 (6 gol)